# Texas (musikalbum)
Texas är ett studioalbum av det svenska dansbandetet Lasse Stefanz, släppt 2010. För fjärde året i rad lyckades bandet att med ett studioalbum toppa den svenska albumlistan. För albumet fick bandet även en Grammis i kategorin "Årets dansband". 
Den 12 juni 2011 fick bandet in låten "Skåneland" på Svensktoppen. men redan veckan därpå hade låten lämnat listan.

## Låtlista[3]
1. Skåneland
2. Himlen gråter för dig
3. Ännu blommar våra rosor (Good Year for The Roses)
4. Vita stränder
5. Hus, hund och en man
6. Du sa farväl
7. Allt är förlorat
8. Fredagskväll (med Anne Nørdsti)
9. Blue Eyes Crying in the Rain
10. En Sista Tequila
11. Ring bara ring
12. Kärleken är allt
13. Copacabana
14. Shake a Hand (med Jerry Williams)

## Listplaceringar
| Lista (2010) | Position |
| ------------ | -------- |
| Norge        | 2        |
| Sverige      | 1        |

### Fotnoter
1. ↑  Dansbands-Jimmy 26 april 2010 - Lasse Stefanz släpper box-samling men även nytt
2. ↑  Lasse Stefanz - Fakta Arkiverad 13 augusti 2010 hämtat från the Wayback Machine.
3. 1 2  Ginza Musik AB - Lasse Stefanz: Texas Arkiverad 28 juli 2010 hämtat från the Wayback Machine.
4. ↑  Information i Svensk mediedatabas.
5. ↑  ”Grammis”. Arkiverad från originalet den 17 mars 2012. https://web.archive.org/web/20120317055524/http://www.ifpi.se/wp/wp-content/uploads/100428-lc-vinnare-genom-%C3%A5ren.pdf. Läst 1 maj 2011.
6. ↑  ”Svensktoppen”. 12 juni 2011. http://sverigesradio.se/sida/topplista.aspx?programid=2023&date=2011-06-12. Läst 12 juni 2011.
7. ↑  ”Svensktoppen”. 19 juni 2011. http://sverigesradio.se/sida/topplista.aspx?programid=2023&date=2011-06-19. Läst 19 juni 2011.
8. ↑  Listplacering
9. ↑  Listplacering